# Plaza de Mina
La plaza de Mina es un espacio público de la ciudad de Cádiz (España) de singular valor histórico y artístico.
Se encuentra sobre el antiguo huerto del convento de San Francisco, creándose en 1838. Inicialmente se realizaron dos calles arboladas, en 1861 los jardines internos con quiosco para la música. En 1897 se reforma nuevamente.  En ella se encuentra el Museo de Cádiz, entre otros destacados palacios gaditanos.

## Historia
En el año 1838, se libera para la ciudad lo que era huerta y enfermería del convento de San Francisco, y toda el área se convierte en plaza, produciéndose obras por mandatos de los Ayuntamientos de 1841 y 1842. Se realizaron con gran diligencia y esmero, publicándose la cuenta de su coste el 25 de noviembre de 1842 y que ascendió a 178.272 Rls, 20 Maravedíes.
Empezó el proyecto el arquitecto Torcuato Benjumeda. Los trabajos continuaron posteriormente bajo la dirección y planos de Juan Daura y la plaza quedó estructurada en forma cuadrada con cuatro calles diagonales que se cruzaban en el centro formando una glorieta, destinándose el espacio de entre calles a jardines.
A falta de dinero municipal la obra hubo de financiarse con fondos recaudados de los materiales de derribo de la antigua enfermería pública y de la aportación de los propios vecinos de la plaza. Acabada el año siguiente, la Corporación Municipal decidió colocar en el centro una estatua del general Espoz y Mina, héroe de la guerra de la Independencia, hoy desaparecida. El nombre de la plaza viene de este general, ya que siempre se llamó Plaza general Espoz y Mina. Con el tiempo se fue perdiendo la primera parte del nombre y se conocía como Plaza de Mina, nombre que ha perdurado hasta la actualidad.
Aprovechando también espacios desamortizados a los franciscanos, el ala de un claustro, el arquitecto Daura levantó el edificio que hoy acoge a la Academia de Bellas Artes, parte del Museo de Cádiz y la Escuela de Artes Aplicadas y Oficios Artísticos. De marcado sentido horizontal la fachada ofrece un ordenado y simétrico conjunto de vanos a la vez que concentra la escasa ornamentación en la puerta de acceso. De estilo neoclásico, se inauguró como Academia de Bellas Artes el 10 de octubre de 1838. La fachada original no ha sufrido variaciones pero sí el interior en varias ocasiones y en todas sus partes.
En 1897 siendo alcalde don Benito Arroyo, se hizo la última transformación, imperando el gusto moderno; la primera disposición de los parterres no resaltó, verificándose otra bajo la dirección del Sr. Oliva.
El 26 de febrero de 1937, por el Acta n.º 9 del Excmo. Ayuntamiento de Cádiz, se tomó el acuerdo de ponerle el nombre de Plaza del Generalísimo Franco, aunque se la siguió conociendo por Plaza de Mina.
Aunque la plaza se mantiene casi inalterada, no sucede así con el centro de ella, que ha tenido varios cambios. Se pensó en hacer un kiosco para la música, y se construyó un templete que con el tiempo fue reformado. Se quitó la losa de hormigón que lo cubría y en su lugar se puso una bóveda. En la remodelación de 1991, este templete, que se hallaba abandonado, se tiró y actualmente hay un suelo elevado circular central con una gran farola.

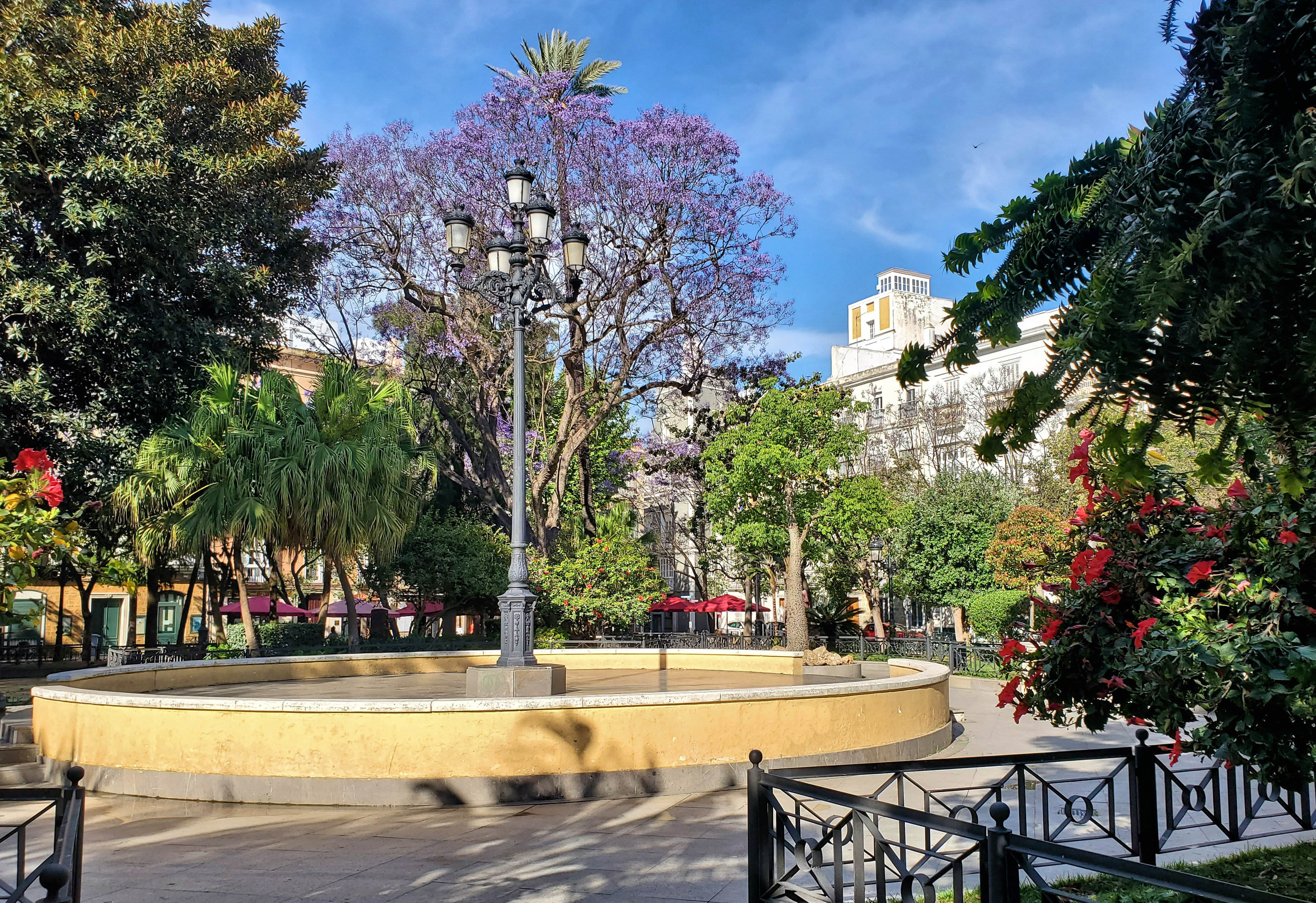
Zona central de la plaza.

En 2010 se aprueba la construcción de un templete nuevo, pero durante su construcción se decide situarlo en el parque Genovés.
La plaza se halla rodeada de hermosas y majestuosas casas, donde se pueden observar una gran variedad de estilos arquitectónicos. Hay algunas con influencias barrocas y de estilo neoclásico tardío, pero la mayoría son de estilo isabelino.
En el número 3 de la Plaza de Mina, una lápida conmemorativa nos recuerda que en esta casa nació el 23 de noviembre de 1876 el músico Manuel de Falla. En el n.º 12 nació el geólogo José Macpherson y Hemas. En el número 8 vivió Ana de Viya, y en los números 17 y 18 estuvo el Hotel Francia y París, que fue uno de los mejores establecimientos de esta índole en la ciudad.
También estuvieron instaladas en la plaza de Mina las oficinas de diversos partidos políticos y asociaciones, como el Centro Republicano y la Sociedad Económica de Amigos del País y el Centro de Unión Patriótica.
Después del Parque Genovés, la plaza de Mina se considera como uno de los rincones de la ciudad más ricos en cuanto a especies arbóreas.

## Esculturas
En la plaza se encuentra un Grupo Escultórico Las Cuatro Estaciones, muy de moda desde finales del siglo XVIII para decorar parques, jardines y palacios.

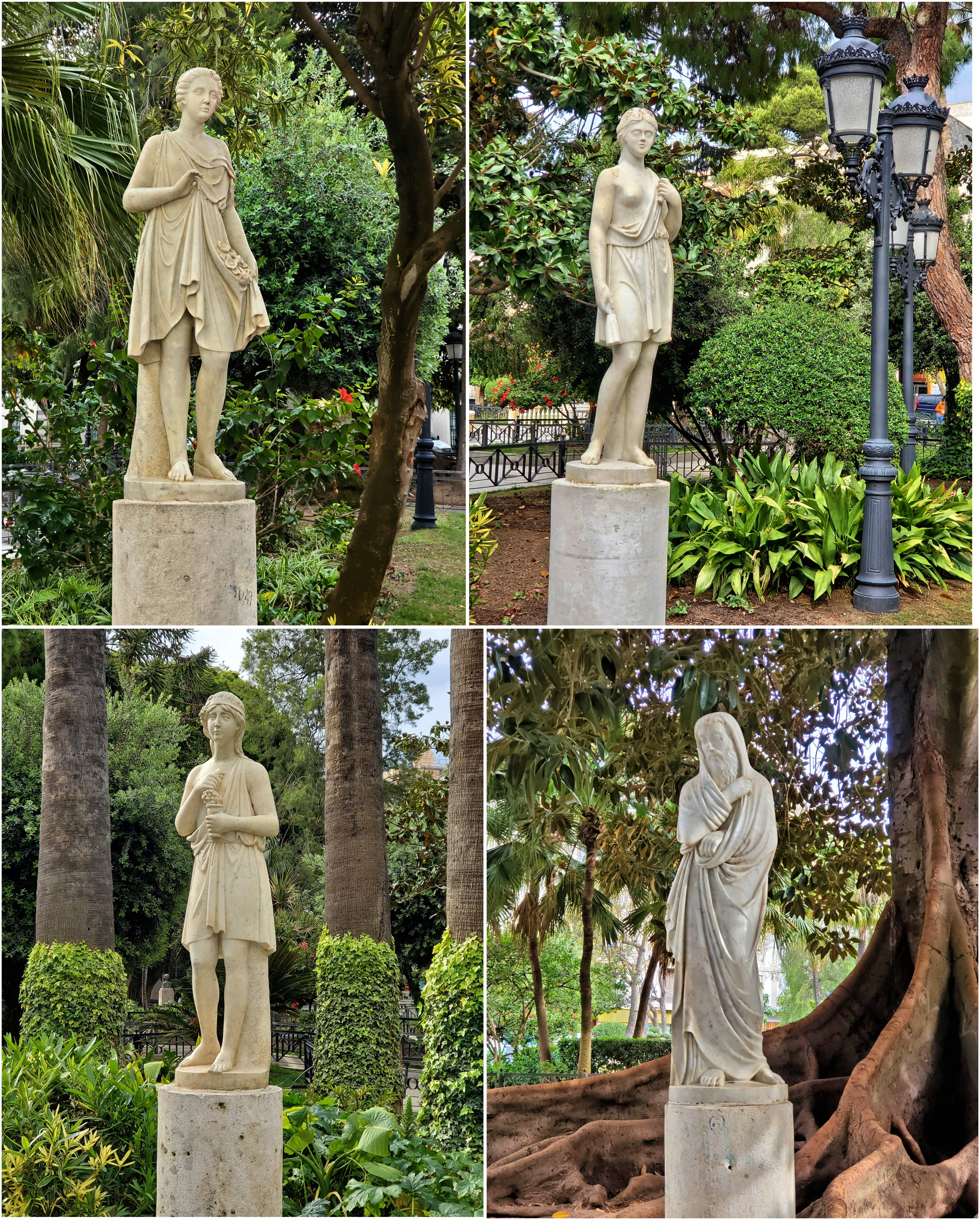
Las Cuatro Estaciones.

Estas estatuas siguen el patrón más clásico:
- La alegoría a la primavera se representa por una mujer portando flores. Es Flora, diosa romana de las flores, los jardines y la primavera.

- La alegoría al verano también es femenina y porta espigas de cereales. Es Ceres, diosa romana de la agricultura, las cosechas y la fecundidad.

- La alegoría al otoño es un hombre joven con hojas de vid y racimo de uvas, representando la vendimia.

- La alegoría al invierno es un hombre mayor, barbudo y encapuchado.

Talladas en mármol blanco a una escala menor a la real, todas visten togas o túnicas romanas y se exhiben sobre pilares cilíndricos.
Estas estatuas se retiraron a principios de este siglo para ser restauradas y vuelven a su sitio en diciembre de 2020.
Cuando se colocan tras su restauración, los periódicos informan de una colocación que no se corresponde con la realidad: in situ, Verano y Otoño están intercambiados a como se comunica y a como tendrían que estar según el orden lógico estacional.
Actualmente se localizan así: Primavera es la que se encuentra más cerca de la calle San José y dándole la vuelta a la plaza en el sentido de las agujas del reloj tenemos a Otoño, Verano e Invierno.

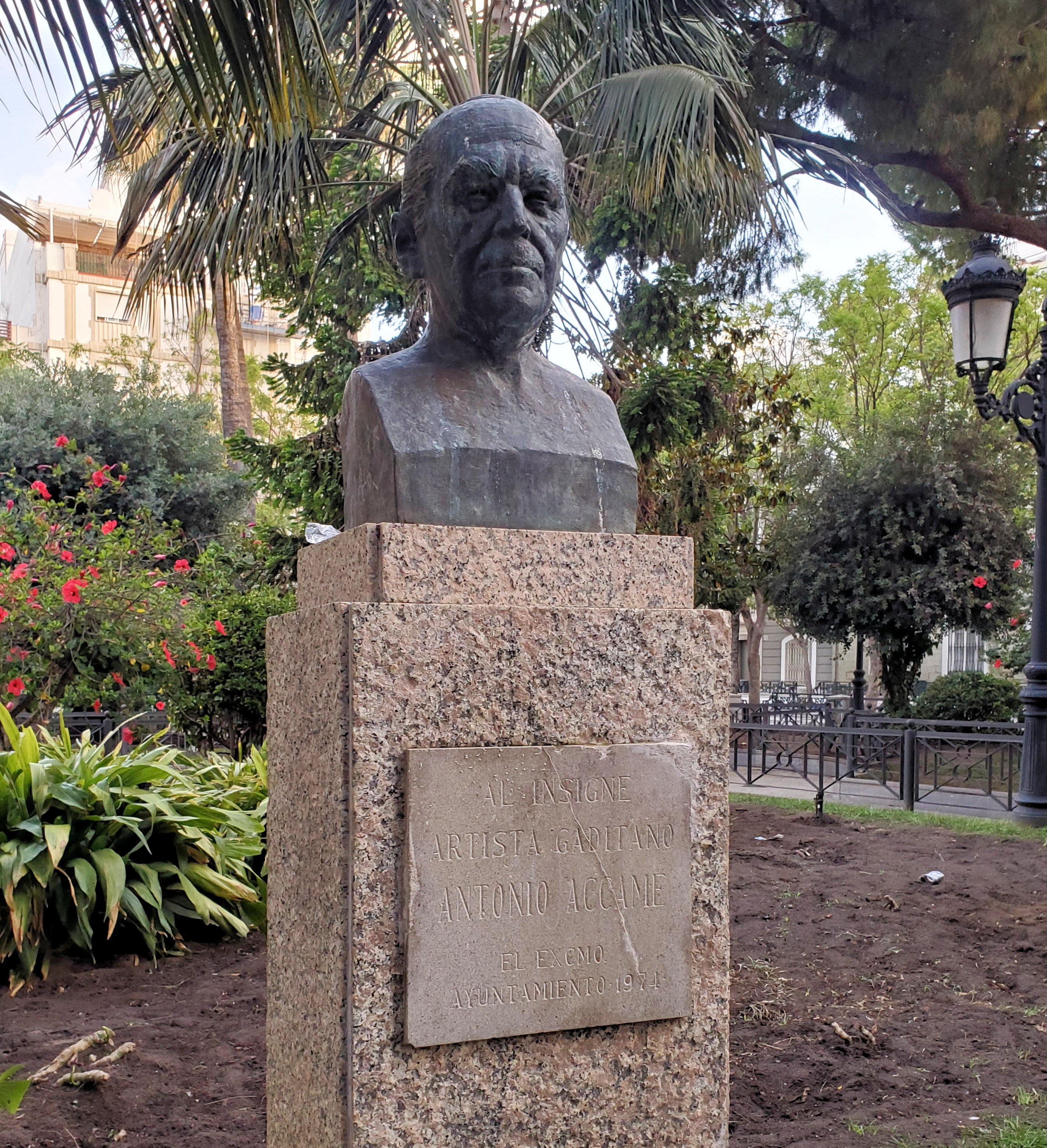
Antonio Accame.

También se sitúan en la plaza dos bustos de bronce sobre pilares de piedra: son José MacPherson y Hemas, y Antonio Accame.

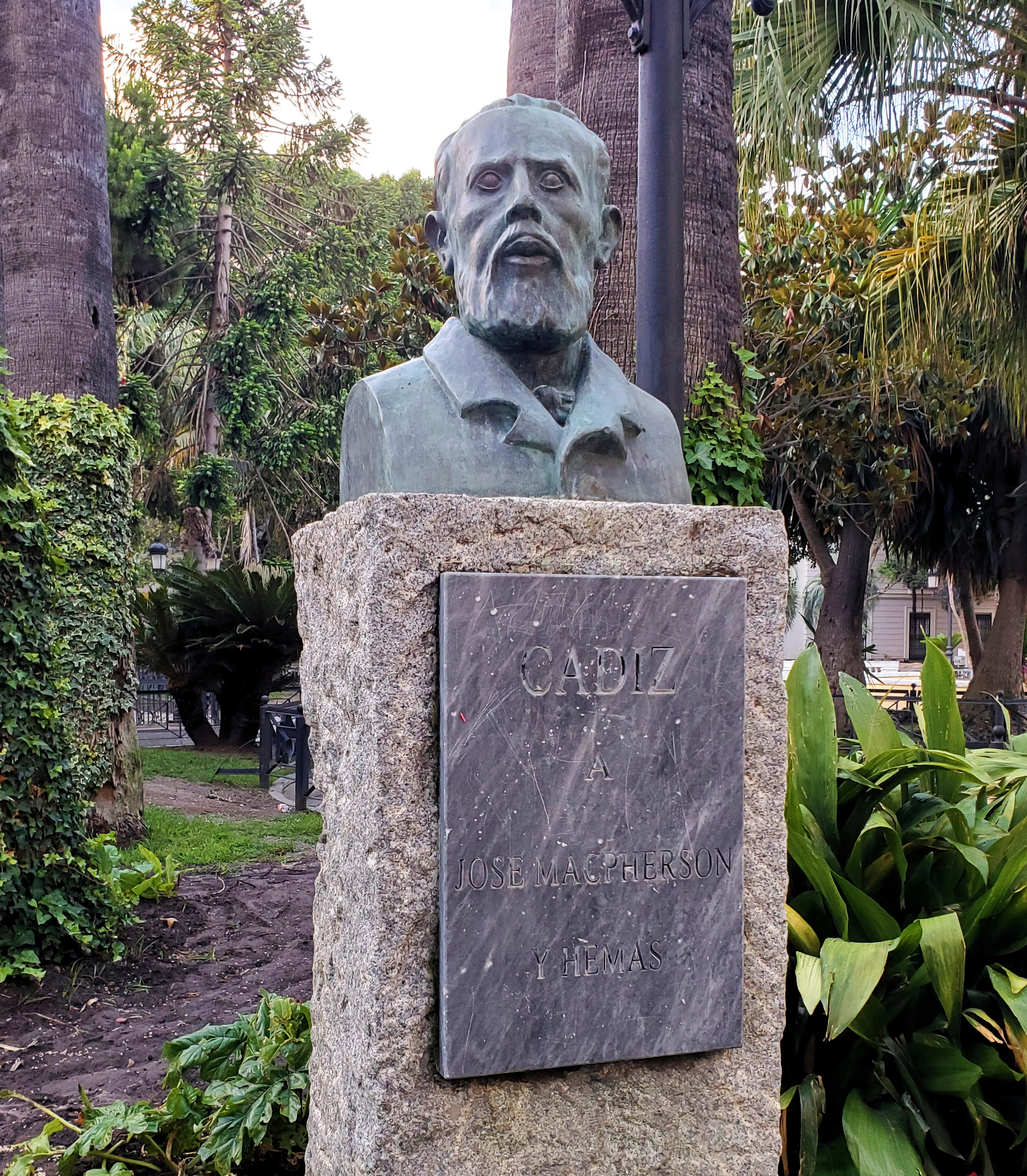
José MacPherson y Hemas.

## Edificios de interés
- Museo Provincial de Bellas Artes.

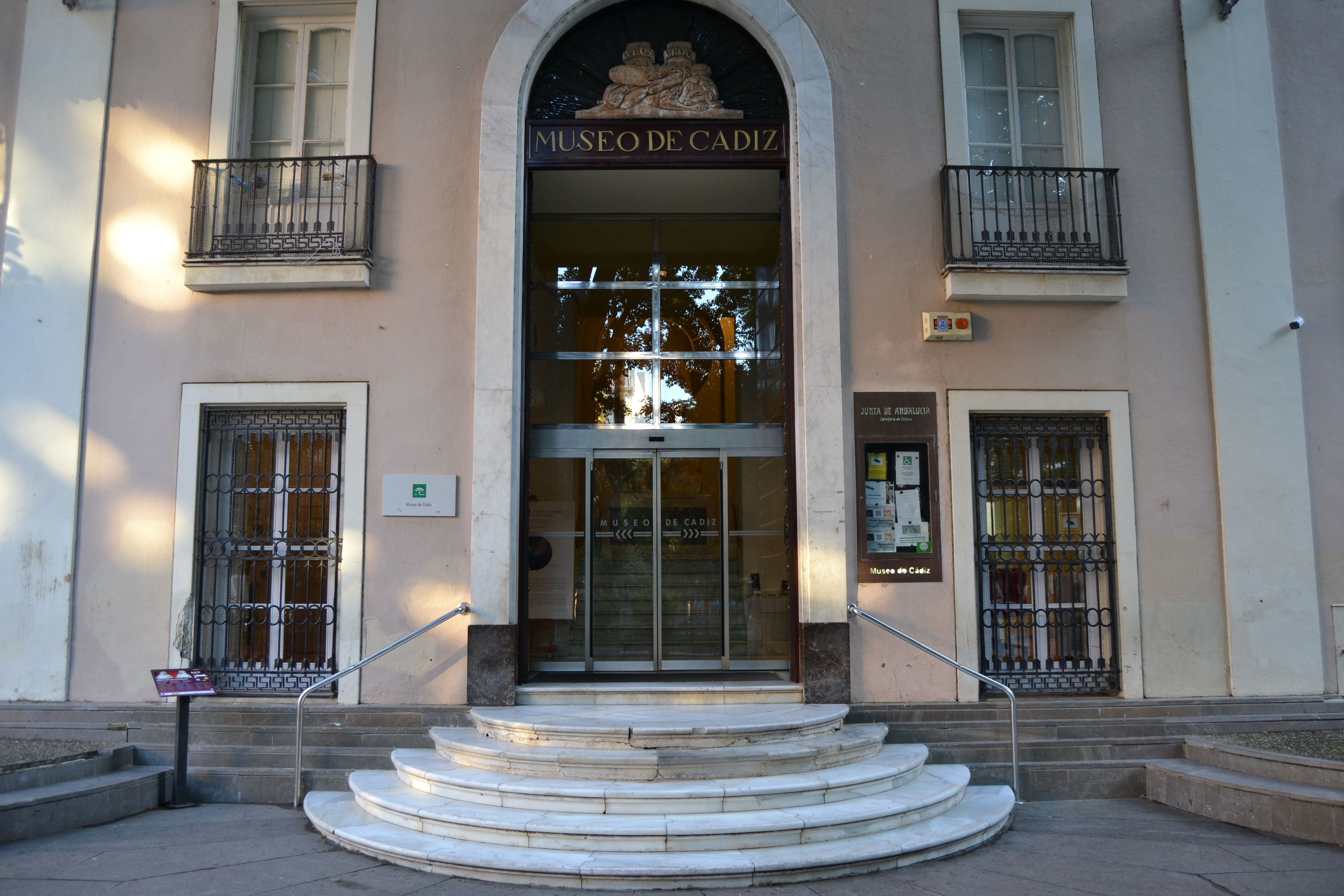
Fachada y puerta del museo provincial de Bellas Artes de Cádiz.

- Nº 18: Se trata de un palacete construido por Juan de la Vega en 1852. Se trata de una reforma de un edificio anterior, en estilo isabelino.
- Nº 16: Sede del Colegio Oficial de Arquitectos. Obra también, como el anterior, de Juan de la Vega en 1854. Fue construido para el marqués de Piedrabuena, en estilo isabelino. Reformado su interior hacia 1920. Ha sufrido reformas recientes de varios autores, entre otros: J. L. Suárez Cantero, J. L. Pérez Sanz, J. Roa Casal y T. Carranza.
- Nº 11: Palacete de estilo isabelino construido hacia 1870, con interesante balcón tribuna y torre mirador.
- Nº 10: Casa unifamiliar burguesa, en estilo isabelino, obra de Carlos Requejo hacia 1860.
- Nº 9: Otra casa unifamiliar burguesa, de estilo neoclásico tardío, con detalles isabelinos. Construido hacia 1850.
- Nº 8: Casa de viviendas por pisos, construida en estilo isabelino hacia 1880.
- Nº 7: Otra casa de viviendas por pisos, reforma de un edificio en estilo isabelino. Es gemela simétricamente a la del n.º 8. Fue construida por Cayetano Santaolalla en 1879.
- Nº 6: Casa-palacio de estilo de transición barroco-neoclásico, con patio de gran riqueza. Reforma posterior a fines del XIX. Construida hacia 1820.
- Nº 5: Casa de viviendas por pisos, construida hacia 1820 en estilo neoclásico tardío.
- Nº 3: Otra casa de viviendas por pisos, del mismo año y estilo que la del n.º 5.

## Especies vegetales
Las especies más destacadas de la plaza son las siguientes:
- En el centro, rodeando la farola de cuatro brazos, tenemos cuatro ejemplares de Boneteros (Euonymus japonicus).
- Plátano (Platanus hybrida).
- Árbol del cielo (Ailanthus altissima).
- Pino carrasco (Pinus halepensis).
- Aligustre (Ligustrum japonicum).
- Almez (Celtis australis).
- Falsa acacia (Robinia psudoacacia).
- Tipuana (Tipuana speciosa).
- Brachichiton (Sterculia diversifolia).
- Laurel de India (Ficus microcarpa).
- Olmo (Ulmus sp.).
- Bunya-Bunya (Araucaria bidwilli).
- Magnolio (Magnolia grandiflora).
- Kentia (Howeia forsteriana).
- Pándano (Pandanus utilis).
- Furcrea (Furcraea selloana).
- Ágave (Agave americana).
- Coco plumoso (Arecastrum romanzoffianum).
- Cordilina (Cordyline australis).
- Cica (Cycas revoluta).
- Palmera canaria (Phoenix canariensis).
- Yuca (Yucca gigantea).
- Falso pimentero (Schinus molle).
- Aralia (Oreopanax capitatus). Hasta hace poco era el único ejemplar que podía contemplarse en Cádiz, pero se han plantado algunos ejemplares jóvenes en el Parque Genovés.
- Corifa (Livistona australis).
- Latania (Livistona chinensis).
- Flor de pascua (Euphorbia pulcherrima).
- Madroño (Arbutus unedo).
- Olivo (Olea europaea).
- Palmera datilera (Phoenix dactylifera).
- Casuarina (Casuarina equisetifolia).
- Jacarandá (Jacaranda mimosifolia).
- Ave del paraíso (Strelitzia reginae).
- Ficus (Ficus macrophylla).